# Josef Asensio

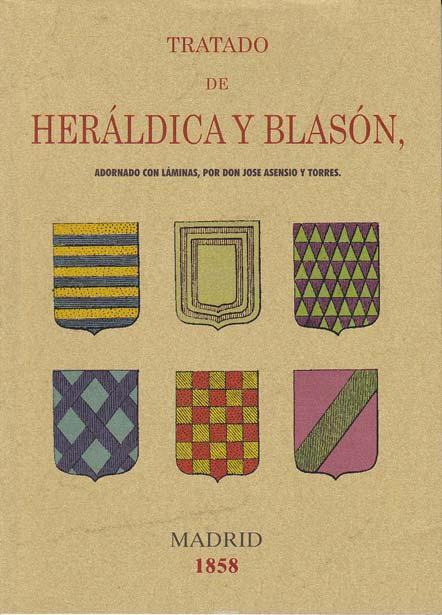

Josef Asensio, teljesebb nevén Don José Asensio y Torres (1759–1820 k.) spanyol grafikus, heraldikus, a San Fernando királyi akadémia építészettanára. Részt vett az Atlas marítimo de España (Madrid, 1789) című tengeri atlasz szerkesztésében. Tratado de Heráldica y Blasón (Madrid, 1854) című heraldikai tankönyvét halála után Francisco Piferrer (1813-1863) rendezte sajtó alá. A Historia natural, general y particular (Madrid, 1793) című műben számos egzotikus állat képét is közölte.

## Művei
- Asensio, Josef: Vista de la Iglesia Catedral de Leon hacia el Oriente. Madrid, 1792
- Asensio, Josef: Ortografía de la fachada principal de la Santa Iglesia de Leon. Madrid, 1792
- Martínez de la Torre, Fausto-Asensio, Josef: Plano de la Villa y Corte de Madrid en sesenta y quatro láminas, que demuestran otros tantos barrios en que está dividida ... (térkép) Madrid, 1800
- Asensio, Jose: Metamorfoseos o trasformaciones de Ovidio. Madrid, 1805
- Piferrer, Francisco: Tratado de Heraldica y Blason, adornado con láminas por D. J. Asensio y Torres. Tercera edicion, revisada, corregida y aumentada. (Apéndice.) Madrid, 18543
- Piferrer, Francisco: Apéndice al Tratado de Heráldica y Blason : contiene las insignias de la magistratura española y las principales órdenes de de caballería y cruces de distinción, españolas y extrangeras, instituidad hasta nuestros dias. Madrid, 18543
- Josef Asensio: Tratado de Heráldica y Blasón. Madrid, 1929
- Piferrer, Francisco: Tratado de Heráldica y Blasón. Madrid, 2008